# ذهن‌آگاهی

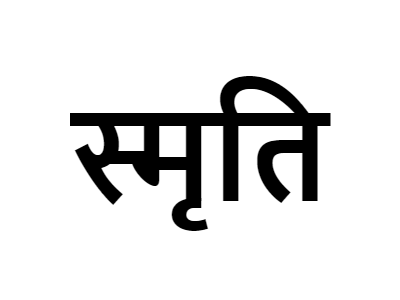
اصطلاح بودایی "ساتی" که به زبان سانسکریت نوشته شده است.

ذهن‌آگاهی (به انگلیسی: Mindfulness) (برخی مترجمان واژه توجه‌آگاهی را به کار می‌برند) (گروه روانپزشکی و روانشناسی فرهنگستان زبان، به تازگی نوواژه فرآگاهی را برای Mindfulness ساخته است) فرآیندی روان‌‌شناختی است و به‌معنای توجه به تجربیات زمان حال، بدون قضاوت. ذهن‌آگاهی توانایی کنترل اراده، غریزه و فرصتی برای اصلاح اشتباهات ناخودآگاه است. به عبارت دیگر پرورش آگاهی و هوشیاری با تکیه بر مراقبت و زیر نظر گرفتن توجه و تجربیات در زمان حال بدون قضاوت کردن. تعریف کوتاه ذهن‌آگاهی یعنی آگاهی از لحظه است. برای ذهن‌آگاهی می‌توان از روش‌های مختلف مانند مدیتیشن بهره برد. در دهه‌های اخیر با استفاده از مبانی ذهن‌آگاهی روش‌های درمانی مختلفی در روان‌شناسی بالینی و روان‌پزشکی برای درمان افسردگی، اضطراب، اعتیاد و کاهش استرس ابداع شده‌است.

## ریشه‌شناسی
ذهن‌آگاهی ریشه در عهد باستان دارد، و نمونه‌های آن را، هم در فرهنگ‌های شرقی (مثل بودائی) و هم در فرهنگ‌های غربی می‌توان یافت. اصطلاح انگلیسی mindfulness ترجمهٔ لغت هندی باستان، ساتی (sati) است. ساتی یعنی «آگاهی»، «توجه»، و «به‌یاد آوردن»: ساتی متعلق به زبان پالی است. پالی از ۲۵۰۰ سال پیش زبان روان‌شناسی بودائی بوده و ذهن‌آگاهی آموزه اصلی مکتب بودایی است.
آگاهی: جنبه‌ای از انسان بودن است که باعث می‌شود از تجربه‌های خود آگاه باشد و از آن‌ها خبر داشته باشد. بدون آگاهی، هیچ چیزی برای انسان وجود نخواهد داشت.
توجه (دقت): عبارت است از آگاهی متمرکز؛ یاد گرفتن ذهن‌آگاهی، توانایی برای حفظ توجه را افزایش می‌دهد و با آن می‌توان در هر جا و هرطور که انسان اراده می‌کند، توجه خود را متمرکز نگه دارد.
به‌یاد آوردن: این جنبه از ذهن‌آگاهی در بارهٔ این موضوع است که «چگونه می‌توان همیشه به یاد آورد که از لحظه‌ای به لحظهٔ دیگر، می‌توان به تجربه‌های خود توجه کرد.» افراد خیلی زود و آسان فراموش می‌کنند که حواس‌جمع باشند.
آگاهی و توجه زیر مجموعه هوشیاری هستند.

## اَشکال تقویت ذهن‌آگاهی
1. توجه متمرکز یا مراقبه متمرکز، ساماتا ویپاسانا؛ (در زبان پالی Samatha): مانند نور لیزر خطی است و به هر پدیده‌ای تابانده شود آن را روشن می‌کند.
2. مشاهده پذیرا: مانند نورافکن‌ (در مقابل نور لیزر) است. بر طیف وسیعی از موضوع‌هایی که در هوشیاری ما پدیدار می‌شوند نور می‌تاباند و هریک را جداگانه بررسی می‌کند.
3. مهرورزی و شفقت: کیفیت و صفت آگاهی به‌شمار می‌آیند. افزودن مهربانی، آسایش و آرامش به مراقبه است.

## چگونه ذهن آگاهی به سلامتی کمک می‌کند
1. ذهن‌آگاهی «پاسخ آرامش» را تحریک می‌کند و باعث می‌شود که بدن خودش را بازیابی کند.  دکتر هربرت بنسن از هاروارد گفته است که پاسخ آرامش باعث می‌شود که قابلیت بدن ما برای بازیابی خود به حداکثر برسد. این پاسخ باعث می‌شود که سیکل استرس کمتر شود و در شیمی بدن ما تغییراتی ایجاد شود تا تولید هورمون‌ها برای افزایش سیستم ایمنی بیش‌تر شود. [نیازمند منبع]  تمرینات ذهن آگاهی بیماری‌های زیادی کاهش پیدا می‌کند و سلامتی و دوام عمر و و حیات ذهن و بدن بیش‌تر می‌شود.[نیازمند منبع]
2. ذهن‌آگاهی باعث کاهش نگرانی از داشتن بیماری می‌شود. بسیاری از افرادی که مریض می‌شوند به خاطر عوامل فیزیولوژیکی نیست که بیمار می‌شوند، بلکه به خاطر ترس از بیمار شدن، بیمار می‌شوند. ذهن آگاهی نگرانی‌ها و استرس را کم می‌کند.
3. ذهن آگاهی ژن‌های خطرناک را کم می‌کند. [نیازمند منبع]  دیوید میشی در کتاب ذهن آگاهی از شکلات بهتر است می‌گوید: ژن‌ها نقش مهمی در ایجاد بیماری دارند ولی اگر این ژن ها خاموش شوند اتفاق مهمی می‌افتد. این ژن‌های خطرناک را ذهن آگاهی خاموش می‌کند.[نیازمند منبع]  همان‌گونه که جان کابات زین گفته است: شواهد نشان می‌دهد که وقتی شما با شفقت به خود و بودن در لحظه حال از خود مراقبت کنید انتخاب می‌کنید که کدام یک از ژن‌های شما عمل کنند. شفقت به خود و بودن در لحظه حال از عناصر اصلی ذهن آگاهی هستند.[نیازمند منبع]
4. ذهن آگاهی زندگی را معنادار می‌کند.  قسمت مهمی از این که چرا خیلی از مردم زندگی هدف‌داری ندارند به خاطر این است که آن‌ها نمی‌دانند چه کسی هستند و چه کار می‌کنند. ذهن‌آگاهی روشی ارائه می‌کند برای این که به ‌فطرت اصلی خود اطلاع پیدا کنیم. وقتی ما فراتر از افکارمان، خود را نگاه کنیم متوجه تمام «منیت‌ها» (مال من، برای من و…) می‌شویم.

## کتاب‌های فارسی
از آثار ترجمه شده دربارهٔ این موضوع می‌توان به کتاب‌های «ذهن‌آگاهی برای آغازگران» و «تمرین‌ هایی برای پرورش ذهن‌آگاهی» اشاره کرد که توسط انتشارات روان‌شناسی و هنر به چاپ رسیده‌است. همچنین کتابی با عنوان ذهن‌آگاهی به قلم براندا سالگادو و ترجمه مهناز پاکزاد توسط نشر مرو در سال ۱۴۰۰ منتشر شده‌است.چگونه ذهن آگاهی به سلامتی کمک می‌کند
ذهن‌آگاهی «پاسخ آرامش» را تحریک می‌کند و باعث می‌شود که بدن خودش را بازیابی کند. دکتر هربرت بنسن از هاروارد گفته است که پاسخ آرامش باعث می‌شود که قابلیت بدن ما برای بازیابی خود به حداکثر برسد. این پاسخ باعث می‌شود که سیکل استرس کمتر بشود و در شیمی بدن ما تغییراتی ایجاد شود تا تولید هورمون‌ها برای افزایش سیستم ایمنی بیشتر شود. [نیازمند منبع] تمرینات ذهن آگاهی بیماری‌های زیادی را کاهش می دهد  و سلامتی و دوام عمر و حیات ذهن و بدن را بیشتر می‌ کند.[نیازمند منبع]